# Zukva
Album "Zukva" snimljen 2015. godine u studiju Fattoria Musica u Osnabrucku, producirao je Walter Quintus, priznatiji evropski world music producent.
Objavljen je 2015. godine. Neke od najpoznatijih hit skladba s albuma su "Oj Safete, Sajo, Sarajlijo", "Da sam ptica", "Da sam ptica", "Zvijezda tjera mjeseca".

## Popis pjesama
| 1.    | »Oj Safete, Sajo, Sarajlijo«   | 3:03 |
| 2.    | »Da sam ptica«                 | 4:32 |
| 3.    | »Zašto si me majko rodila«     | 3:51 |
| 4.    | »Otkako je Banja Luka postala« | 5:15 |
| 5.    | »Zapjevala sojka ptica«        | 4:15 |
| 6.    | »Sejdefu majka buđaše«         | 4:51 |
| 7.    | »Zvijezda tjera mjeseca«       | 3:14 |
| 8.    | »Pijanica, bekrija«            | 3:10 |
| 9.    | »Ciganka sam mala«             | 4:50 |
| 10.   | »Mujo Đogu po mejdanu voda«    | 5:59 |
| 42:43 |                                |      |

## Vanjske poveznice
- Službena web stranica Divanhane